# La Menteuse (film)
Pour les articles homonymes, voir La Menteuse.
 Pour plus de détails, voir Fiche technique et Distribution
La Menteuse est un film pornographique français, réalisé par Fred Coppula, sorti en vidéo en 2003.

## Synopsis
Loan travaille dans une médiocre agence de publicité où elle s'est construit une solide réputation professionnelle à l'aide de ses mensonges répétés. Cette attitude lui apportant le succès, elle en a fait peu à peu un mode de vie. Mais son assistante, Mélanie, ne supporte plus cette hypocrisie et entreprend de lui donner une petite leçon. Avec l'aide d'une magicienne, elle lui fait boire une potion qui l'oblige à dire la vérité. Loan va devoir dire toute la vérité, et cela passera par les vertus de son corps...

## Fiche technique
- Titre original : La Menteuse
- Réalisation, scénario, montage : Fred Coppula
- Société de production : Studio X
- Maquillages : Natachatte
- Régie : Romuald Cottet
- Musique : Pesko et Lorka
- Date de sortie : 2003
- Pays d'origine :  France
- Langue originale : français
- Genre : pornographie
- Durée : 94 minutes

## Distribution
- Loan Laure : Loan, la publicitaire
- Mélanie Coste : Mélanie, l'assistante
- Rita Faltoyano : un top model
- Tiffany Hopkins : une employée de l'agence
- Véronique Lefay : la patronne de l'agence
- Nomi : une employée de l'agence
- Clara Morgane : la magicienne
- Ian Scott : un petit ami de Loan
- Greg Centauro : un employé de l'agence
- Pascal Saint James : Monsieur Magdane, un client de l'agence
- Sebastian Barrio
- Alexa Weix
- Sunny
- Bamboo
- Lisa Sparkle

## Autour du film
Le scénario présente une similitude avec celui de Menteur, menteur de Tom Shadyac, en 1997, dans lequel Jim Carrey tient le rôle d'un avocat soudain obligé de dire la vérité du fait d'un souhait de son fils. 
Il s'agit du premier film pornographique de Loan Laure. Clara Morgane fait y une courte apparition dans le rôle de la magicienne mais ne joue dans aucune scène érotique.